# Lysidice (zoologia)
Lysidice Lamark, 1818 è un genere di anellidi policheti della famiglia degli Eunicidi.

## Tassonomia
Il genere Lysidice al febbraio 2023 comprende le seguenti 30 specie più altre 14 accettate come sinonimi o ancora di incerta classificazione:
- Lysidice adrianae Carrera-Parra, Fauchald & Gambi, 2011
- Lysidice americana Verrill, 1873
- Lysidice annulicornis (Ehlers, 1868)
- Lysidice boholensis Grube, 1878
- Lysidice caribensis Carrera-Parra, Fauchald & Gambi, 2011
- Lysidice carriebowensis Carrera-Parra, Fauchald & Gambi, 2011
- Lysidice collaris Grube, 1868
- Lysidice communis Delle Chiaje, 1841
- Lysidice elongata (Quatrefages, 1866)
- Lysidice filum (Quatrefages, 1866)
- Lysidice galathina Savigny in Lamarck, 1818
- Lysidice hebes (Verrill, 1900)
- Lysidice kuekenthali Fischli, 1900
- Lysidice natalensis Kinberg, 1865
- Lysidice ninetta Audouin & H Milne Edwards, 1833
- Lysidice notata Ehlers, 1887
- Lysidice oculata (Ehlers, 1868)
- Lysidice oele Horst, 1902
- Lysidice olympia Savigny in Lamarck, 1818
- Lysidice pectinifera (Quatrefages, 1866)
- Lysidice phyllisae Carrera-Parra, Fauchald & Gambi, 2011
- Lysidice punctata Grube, 1855
- Lysidice rufa Gosse, 1853
- Lysidice schmardae (McIntosh, 1885)
- Lysidice thalassicola Carrera-Parra, Fauchald & Gambi, 2011
- Lysidice torquata Quatrefages, 1850
- Lysidice tortugae Treadwell, 1921
- Lysidice trimera Ehlers, 1901
- Lysidice unicornis (Grube, 1840)
- Lysidice valentina Savigny in Lamarck, 1818